# 地方住宅供給公社法
地方住宅供給公社法（ちほうじゅうたくきょうきゅうこうしゃほう、昭和40年6月10日法律第124号）は、地方住宅供給公社に関する日本の法律である。

## 目的
- 地方住宅供給公社は、住宅の不足の著しい地域において、住宅を必要とする勤労者の資金を受け入れ、これをその他の資金とあわせて活用して、これらの者に居住環境の良好な集団住宅及びその用に供する宅地を供給し、もつて住民の生活の安定と社会福祉の増進に寄与することを目的とする。

## 構成
- 第一章　総則（第1条―第7条）
- 第二章　設立（第8条―第10条）
- 第三章　役員及び職員（第11条―第20条）
- 第四章　業務（第21条―第28条）
- 第五章　財務及び会計（第29条―第35条）
- 第六章　解散及び清算（第36条―第39条）
- 第七章　監督（第40条―第42条）
- 第八章　雑則（第43条―第47条）
- 第九章　罰則（第48条―第50条）
- 附則

## 下位法令
- 地方住宅供給公社法施行令（昭和40年政令第198号）
- 地方住宅供給公社法施行規則（昭和40年建設省令第23号）